# HD 209942
HD 209942，又名BD+82 673，SAO 3673、HR 8423，是一颗恒星，视星等为6.98，位于銀經117.67，銀緯21.84，其B1900.0坐标为赤經22h 1m 49s，赤緯+82° 21.84′ 19″。